# Anchusa
Genre
Classification phylogénétique
Anchusa (les Buglosses) est un  genre de plantes herbacées de la famille des Boraginaceae. Il est originaire d'Europe, d'Afrique et d'Asie occidentale.
Il regroupe environ 35 espèces.
Le nom vernaculaire « buglosse » vient du grec « βούγλωσσον (Bouglosson) », qui signifie « langue de bœuf », en référence à la forme des feuilles.

## Liste d'espèces
- Anchusa arvensis (L.) Bieb. - Buglosse des champs
- Anchusa azurea Mill. - Buglosse d'Italie (syn. Anchusa italica Retz.)
- Anchusa barrelieri (All.) Vitman
- Anchusa crispa  Viv. - Buglosse crépue
- Anchusa capensis Thunb.
- Anchusa gmelinii Ledeb.
- Anchusa ochroleuca M.Bieb.
- Anchusa officinalis L. - Buglosse officinale
- Anchusa ovata Lehm.
- Anchusa undulata L. -  Buglosse ondulée
- Anchusa ×baumgartenii (Nyman) Gusul.
- Anchusa ×tauschii Gusul.

## Espèce déplacée du genre
- Pour Anchusa sempervirens L., voir Pentaglottis sempervirens (L.) Tausch ex L.H.Bailey

## Symbolique

### Calendrier républicain
- La buglosse voyait son nom attribué au 28e jour du mois de floréal du calendrier républicain / révolutionnaire français[1], généralement chaque 17 mai du calendrier grégorien.